# Anderson Correia
Anderson Correia (São Paulo, 6 de mayo de 1991) es un futbolista brasileño, nacionalizado chipriota, que juega en la demarcación de lateral izquierdo para el Aris de Limassol de la Primera División de Chipre.

## Selección nacional
Hizo su debut con la selección de fútbol de Chipre el 17 de junio de 2023 en un partido de clasificación para la Eurocopa 2024 contra Georgia que finalizó con un resultado de 1-2 a favor del combinado georgiano tras el gol de Ioannis Pittas para Chipre, y de Georges Mikautadze y Zuriko Davitashvili para Georgia.

## Clubes
| Club                     | País     | Año       | Partidos | Goles |
| ------------------------ | -------- | --------- | -------- | ----- |
| EC Santo André           | Brasil   | 2010-2011 | 2        | 0     |
| CA Patrocinense (cedido) | Brasil   | 2011      | 0        | 0     |
| Paulista FC              | Brasil   | 2012-2013 | 19       | 0     |
| SC São Paulo             | Brasil   | 2014      | 12       | 0     |
| Boavista FC              | Portugal | 2014-2017 | 35       | 0     |
| Nea Salamis Famagusta FC | Chipre   | 2017-2020 | 96       | 7     |
| Anorthosis Famagusta FC  | Chipre   | 2020-2024 | 158      | 2     |
| Aris de Limassol         | Chipre   | 2024-     | 31       | 1     |